# Disa aperta
Disa aperta är en orkidéart som beskrevs av Nicholas Edward Brown. Disa aperta ingår i släktet Disa och familjen orkidéer. Inga underarter finns listade i Catalogue of Life.